# Ardino
Ardino (Bulgaars: Ардино, Turks: Eğridere) is een stad in het zuiden van Bulgarije in het Rodopegebergte, de stad bevindt zich in de oblast Kardzjali, in de buurt van de stad Madan. Ardino is vanwege de textielindustrie bekend in Bulgarije. De stad heeft ook een machinefabriek en een tabaksfabriek. Op tien kilometer afstand van de stad bevindt zich de beroemde Duivelsbrug (Dyavolski most), die een toeristische trekpleister is.

## Geografie
De gemeente Ardino is gelegen in het westelijke deel van de oblast Kardzjali. Met een oppervlakte van 338,848 km² is het de vijfde van de 7 gemeenten van de oblast qua omvang, oftewel 10,55% van het grondgebied. De grenzen zijn als volgt:
| Aangrenzende gemeenten | Aangrenzende gemeenten | Aangrenzende gemeenten | Aangrenzende gemeenten | Aangrenzende gemeenten |
| ---------------------- | ---------------------- | ---------------------- | ---------------------- | ---------------------- |
| Banite                 |                        | Tsjernootsjene         |                        | Kardzjali              |
|                        |                        |                        |                        |                        |
| Madan                  | Kardzjali              |                        |                        |                        |
|                        |                        |                        |                        |                        |
|                        |                        | Nedelino               |                        | Dzjebel                |

## Geschiedenis
De stad heeft sinds 1960 een stadsstatus; daarvoor was het officieel nog een dorp.

## Bevolking
De stad Ardino had bij een schatting van 2020 een inwoneraantal van 4.195 personen. Dit waren 702 mensen (20,1%) meer dan 3.493 inwoners bij de officiële census van februari 2011. De gemiddelde jaarlijkse groei in die periode komt daarmee uit op 1,9%, hetgeen hoger is dan het landelijk jaarlijks gemiddelde over deze periode (−0,63%). In 1985 woonden er echter nog 5.482 personen in de stad: veel etnische Turken (en andere moslims) verlieten in 1989 Bulgarije als gevolg van de assimilatiecampagnes van het communistisch regime van Todor Zjivkov, waarbij alle Turken en andere moslims in Bulgarije christelijke of Bulgaarse namen moesten aannemen en afstand moesten doen van hun islamitische gewoonten.
- 1934 1006
Koninkrijk Bulgarije
- 1946 1463
Volksrepubliek Bulgarije
- 1956 2558
Volksrepubliek Bulgarije
- 1965 3600
Volksrepubliek Bulgarije
- 1975 5067
Volksrepubliek Bulgarije
- 1985 5482
Volksrepubliek Bulgarije
- 1992 3663
Republiek Bulgarije
- 2001 3720
Republiek Bulgarije
- 2011 3493
Republiek Bulgarije
- 2020 4195
Republiek Bulgarije

- Koninkrijk Bulgarije
- Volksrepubliek Bulgarije
- Republiek Bulgarije

De gemeente Ardino had bij een schatting van 2020 een inwoneraantal van 13.618 personen. Dit waren 2.046 mensen (17,7%) meer dan 11.572 inwoners bij de officiële census van februari 2011. De gemiddelde jaarlijkse groei in die periode komt daarmee uit op 1,7%, hetgeen hoger is dan het landelijk jaarlijks gemiddelde over deze periode (−0,63%). In 1965 woonden er echter nog een officiële maximum van 33.185 personen in de gemeente. 
- 1934 27533
Koninkrijk Bulgarije
- 1946 30609
Volksrepubliek Bulgarije
- 1956 29407
Volksrepubliek Bulgarije
- 1965 33185
Volksrepubliek Bulgarije
- 1975 29507
Volksrepubliek Bulgarije
- 1985 27698
Volksrepubliek Bulgarije
- 1992 18174
Republiek Bulgarije
- 2001 13649
Republiek Bulgarije
- 2011 11572
Republiek Bulgarije
- 2020 13618
Republiek Bulgarije

- Koninkrijk Bulgarije
- Volksrepubliek Bulgarije
- Republiek Bulgarije

### Etnische samenstelling
In de stad Ardino wonen vooral etnische Turken (1.719 van de 2.555 ondervraagden, oftewel 67%), maar er is ook een grote minderheid van etnische Bulgaren (766 personen, 30%).
| Etnische samenstelling van de stad Ardino (2011) | Etnische samenstelling van de stad Ardino (2011) | Etnische samenstelling van de stad Ardino (2011) | Etnische samenstelling van de stad Ardino (2011) | Etnische samenstelling van de stad Ardino (2011) |
| ------------------------------------------------ | ------------------------------------------------ | ------------------------------------------------ | ------------------------------------------------ | ------------------------------------------------ |
|                                                  |                                                  |                                                  |                                                  |                                                  |
| Bulgaren                                         | Bulgaren                                         |                                                  | 29,98%                                           | 29,98%                                           |
| Turken                                           | Turken                                           |                                                  | 67,28%                                           | 67,28%                                           |
| Roma                                             | Roma                                             |                                                  | 0,0%                                             | 0,0%                                             |
| Anders/Onbekend                                  | Anders/Onbekend                                  |                                                  | 3,75%                                            | 3,75%                                            |

Ook in de gemeente Ardino vormen etnische Turken een meerderheid, gevolgd door een relatief grote minderheid van etnische Bulgaren.
| Etnische groep   | volkstelling 1992 | volkstelling 1992 | volkstelling 2001 | volkstelling 2001 | volkstelling 2011 | volkstelling 2011 | volkstelling 2011  |
| Etnische groep   | Aantal            | %                 | Aantal            | %                 | Aantal            | % (totaal)        | % (gespecificeerd) |
| ---------------- | ----------------- | ----------------- | ----------------- | ----------------- | ----------------- | ----------------- | ------------------ |
| Bulgaren         | 4.900             | 26,96             | 4.350             | 31,87             | 2.488             | 21,50             | 26,89              |
| Turken           | 13.208            | 72,68             | 8.764             | 64,21             | 6.585             | 56,90             | 71,17              |
| Roma             | 2                 | 0,01              | 1                 | 0,01              | 0                 | 0,00              | 0,00               |
| Andere groepen   | 64                | 0,35              | 15                | 0,11              | 66                | 0,57              | 0,71               |
| Onbekend         | -                 | -                 | 470               | 3,44              | 113               | 0,98              | 1,23               |
| Ongespecificeerd | -                 | -                 | 49                | 0,36              | 2.320             | 20,05             | .                  |
| Totaal           | 18.174            | 100,00            | 13.649            | 100,00            | 11.572            | 100,00            | 100,00             |

### Religie
De laatste volkstelling werd uitgevoerd in februari 2011 en was optioneel. De meeste inwoners verklaarden zichzelf als moslim (91,4% van alle ondervraagden), waarmee de gemeente een hoge concentratie van moslims in Bulgarije had. De rest van de bevolking had een andere geloofsovertuiging of was niet religieus.
| Religieuze samenstelling in februari 2011 | Religieuze samenstelling in februari 2011 | Religieuze samenstelling in februari 2011 | Religieuze samenstelling in februari 2011 | Religieuze samenstelling in februari 2011 |
| ----------------------------------------- | ----------------------------------------- | ----------------------------------------- | ----------------------------------------- | ----------------------------------------- |
|                                           |                                           |                                           |                                           |                                           |
| Bulgaars-Orthodoxe Kerk                   | Bulgaars-Orthodoxe Kerk                   |                                           | 2,1%                                      | 2,1%                                      |
| Katholieke Kerk                           | Katholieke Kerk                           |                                           | 0,2%                                      | 0,2%                                      |
| Protestantisme                            | Protestantisme                            |                                           | 0,0%                                      | 0,0%                                      |
| Islam                                     | Islam                                     |                                           | 91,4%                                     | 91,4%                                     |
| Geen                                      | Geen                                      |                                           | 1,1%                                      | 1,1%                                      |
| Anders/ Onbekend                          | Anders/ Onbekend                          |                                           | 5,2%                                      | 5,2%                                      |

## Kernen
De gemeente Ardino bestaat uit 53 nederzettingen; de stad Ardino en de onderstaande dorpen. Met bijna 1.500 inwoners is Bjal Izvor veruit het grootste dorp in de gemeente.
| - Avramovo - Ahrjansko - Basjevo - Bistrogled - Bogatino - Borovitsa (tr. Çamdere) - Brezen - Bjal Izvor (tr. Akpınar ) - Chromitsa - Tsjervena Skala - Tsjernigovo | - Tsjoebrika - Glavnik - Golobrad - Gorno Prachovo (tr. Tozçalı) - Goerbisjte - Dedino - Dojrantsi - Dolno Prachovo (tr. Ahmatlar) - Djadovtsi - Enjovtsje | - Jaboelkovets (tr. Almalı ) - Iskra - Kitnitsa - Krojatsjevo - Latinka - Levtsi - Lenisjte - Ljoebino - Mak - Mletsjino (tr. Sütkesiği) | - Moesevo - Padina (tr. Hacılar) - Paspal - Pesnopoj - Pravdoljoeb - Ribartsi - Rodopsko (tr. Yonuzlar) - Roesalsko (tr. Hotaşlı) - Svetoelka - Sedlartsi | - Sintsjets - Spoloeka - Sroensko - Star Tsjitak - Stoyanovo - Soechovo - Temenoega - Toerna - Toernoslivka - Zjaltoesja |

## Geboren
- Sabahattin Ali (1907-1948), een Turkse schrijver, dichter en journalist.

## Afbeeldingen

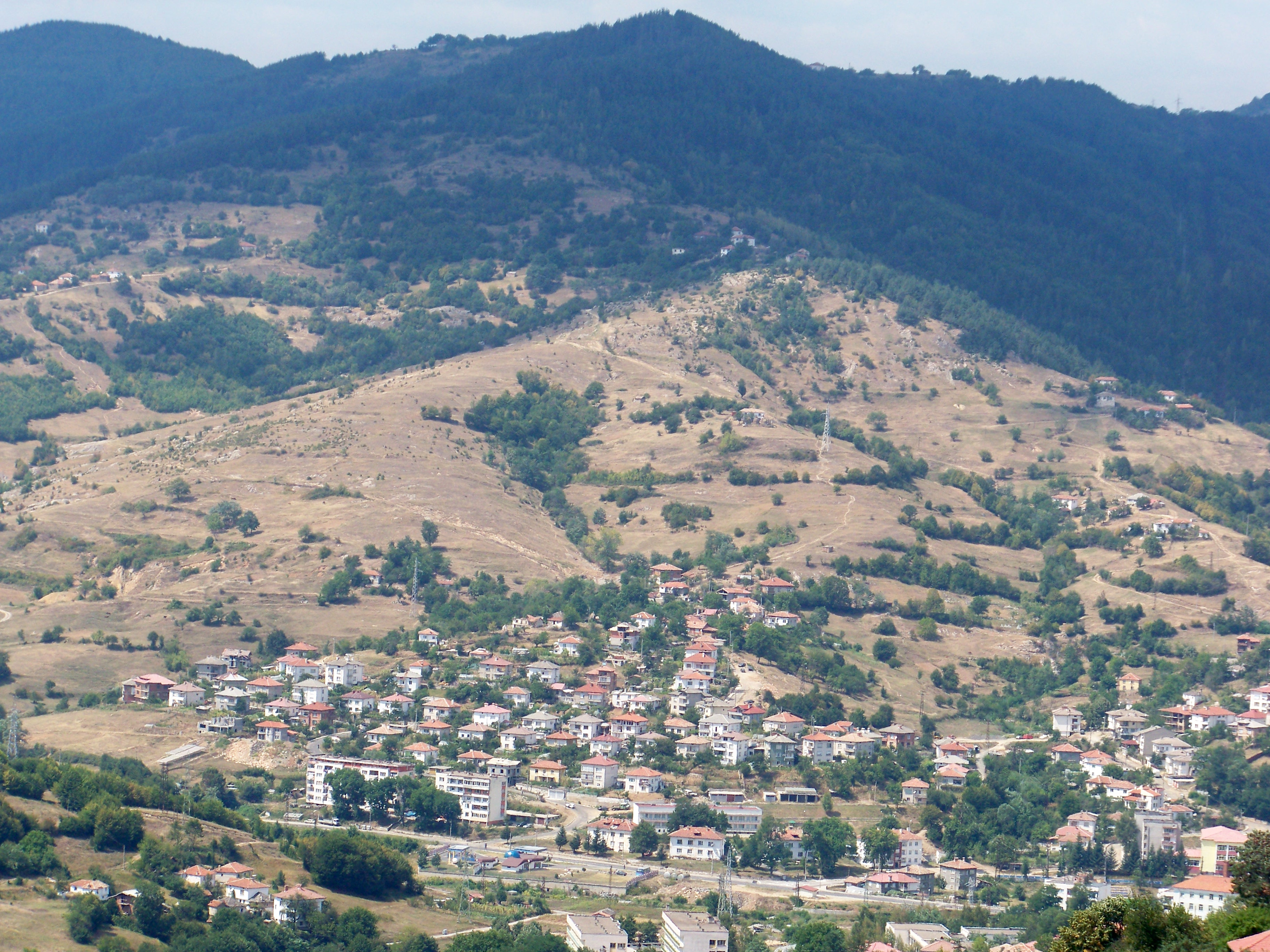
Ardino
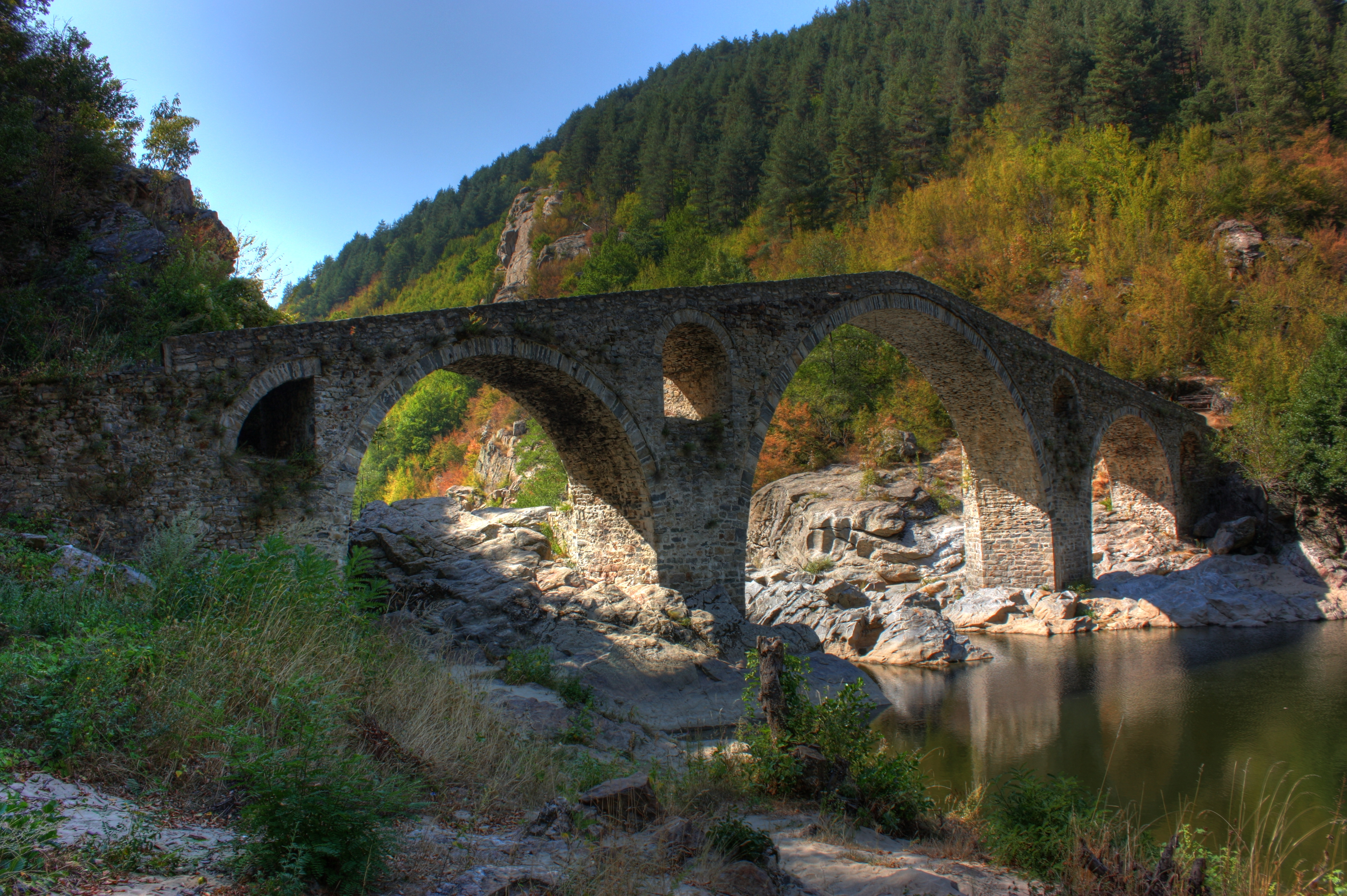
Dyavolski most (Duivelsbrug)

Bestuurlijk centrum: Kardzjali
 Ardino - Dzjebel -  Kardzjali - Kirkovo - Kroemovgrad - Momtsjilgrad - Tsjernootsjene